# Zosterop olivaci de la Reunió
El zosterop olivaci de la Reunió (Zosterops olivaceus) és un ocell de la família dels zosteròpids (Zosteropidae).

## Hàbitat i distribució
Habita boscos i matolls alpins de l'illa de la Reunió, a les Mascarenyes occidentals.